# Paul Bettany
Paul Bettany (ur. 27 maja 1971 w Harlesden) – brytyjski aktor teatralny, telewizyjny i filmowy.

## Życiorys

### Wczesne lata
Urodził się w Harlesden rodzinie rzymskokatolickiej jako syn tancerza, aktora i wykładowcy teatralnego Thane’a Bettany’ego (ur. 28 maja 1929) i piosenkarki scenicznej, instruktorki i menadżerki teatralnej Anne (z domu Kettle). Wychowywał się z siostrą Sarą. Jego młodszy brat Matthew zmarł w wieku ośmiu lat, gdy Paul był 16-latkiem. Zadebiutował podczas studiów w londyńskiej szkole Drama Centre.

### Kariera
Po występach w teatrze i telewizji oraz w mniej znanych filmach został zauważony przez reżysera Briana Helgelanda, który obsadził go w drugoplanowej roli w filmie Obłędny rycerz. Jego pierwszą główną rolą był ambitny, charyzmatyczny gangster, który systematycznie toruje sobie drogę na szczyty władzy w filmie niezależnym Gangster numer jeden (Gangster No. 1, 2000) z udziałem Malcolma McDowella, Davida Thewlisa i Saffron Burrows, który rozgrywa się w londyńskim półświatku w latach 70. Brytyjscy krytycy uznali go po tej kreacji za najlepszego młodego aktora sezonu, a sam film porównywali do słynnych Chłopców z ferajny Martina Scorsese i Człowieka z blizną Briana De Palmy.
Kolejnym szczeblem kariery był występ w hollywoodzkiej produkcji Obłędny rycerz (2001). Ron Howard zdecydował się powierzyć jemu drugoplanową rolę wyimaginowanej postaci chorego na schizofrenię naukowca (granego przez Russella Crowe’a) w swym Oscarowym hicie Piękny umysł (2001). U boku Russella Crowe’a można go było zobaczyć też w morskim filmie Petera Weira Pan i władca: Na krańcu świata (2003).
Otrzymał propozycję występu w prequelu Milczenia owiec – Czerwonym smoku, lecz jednak wybrał ofertę Larsa von Triera, który kręcił pierwszą część planowanej trylogii amerykańskiej - Dogville (2003) z Nicole Kidman. W komedii romantycznej Wimbledon (2004) z Kirsten Dunst wystąpił w roli tenisisty Petera Colta. Znalazł się w obsadzie wraz z Harrisonem Fordem w thrillerze Firewall (2006). W ekranizacji Rona Howarda Kod da Vinci (2006) przyjął rolę mrocznego mnicha Silasa.
W apokaliptycznym thrillerze Legion (2010) wcielił się w postać uzbrojonego wybawcy ludzkości - archanioła Michała. Kolejny film Ksiądz (2011) zrealizowany został na podstawie koreańskiego komiksu. Do roli byłego duchownego, który musi stoczyć walkę z bandą wampirów, Bettany schudł 18 kilogramów. Każdego dnia charakteryzatorzy przyozdabiali jego nos i czoło tatuażem w kształcie krzyża.
W filmach o przygodach Iron-Mana użyczał głosu systemowi Jarvis. Możliwość pokazania się poza studiem nagraniowym otrzymał w filmie Avengers: Czas Ultrona (2015), gdzie wcielił się w postać androida Vision, i Iron Man 3 (2013). W tej roli wystąpił też w filmie Kapitan Ameryka: Wojna bohaterów (2016).

## Życie prywatne
1 stycznia 2003 roku poślubił aktorkę Jennifer Connelly, którą poznał na planie filmu Piękny umysł. Mają syna Stellana (ur. 5 sierpnia 2003), imię zaczerpnięto od szwedzkiego aktora Stellana Skarsgårda, i córkę Agnes (ur. 2011). Jest ojczymem Kaia, syna z poprzedniego związku Jennifer Connelly.

## Nagrody i nominacje
| Rok  | Nagroda                                         | Kategoria                              | Film                                                           | Rezultat  |
| ---- | ----------------------------------------------- | -------------------------------------- | -------------------------------------------------------------- | --------- |
| 2001 | BIFA                                            | Najlepszy aktor                        | Gangster Numer Jeden (2000)                                    | Nominacja |
| 2002 | London Critics Circle                           | Najlepszy brytyjski aktor drugoplanowy | Obłędny rycerz (2001)                                          | Wygrana   |
| 2004 | GQ Men of the Year Awards, Wielka Brytania      | Aktor roku                             | –                                                              | Wygrana   |
| 2004 | Elle Style Awards                               | Najlepszy aktor                        | –                                                              | Wygrana   |
| 2004 | BAFTA                                           | Najlepsza drugoplanowa rola męska      | Pan i władca: Na krańcu świata (2003)                          | Nominacja |
| 2004 | Broadcast Film Critics Association              | Najlepszy aktor drugoplanowy           | Pan i władca: Na krańcu świata (2003)                          | Nominacja |
| 2004 | London Critics Circle                           | Najlepszy brytyjski aktor drugoplanowy | Pan i władca: Na krańcu świata (2003)                          | Wygrana   |
| 2004 | Evening Standard British Film Awards            | Najlepszy aktor                        | Pan i władca: Na krańcu świata (2003) i The Heart of Me (2002) | Wygrana   |
| 2005 | Empire Awards                                   | Najlepszy brytyjski aktor              | Wimbledon (2004)                                               | Nominacja |
| 2006 | Glamour Men of the Year Awards, Wielka Brytania | Mężczyzna roku                         | –                                                              | Wygrana   |
| 2008 | Czarna Szpula                                   | Najlepszy występ                       | Sekretne życie pszczół (2008)                                  | Nominacja |
| 2016 | Saturn                                          | Najlepszy aktor drugoplanowy           | Avengers: Czas Ultrona (2015)                                  | Nominacja |

## Filmografia
- 1997: Piętno jako kapitan
- 1998: Powrót do domu jako Edward Carey-Lewis
- 1998: Dziewczyny z farmy jako Philip
- 1999: After The Rain jako Steph
- 2000: The Suicide Club jako Shaw
- 2000: Dead Babies jako Quentin
- 2000: Gangster Numer Jeden jako młody gangster
- 2000: David Copperfield jako James Steerforth
- 2001: Piękny umysł jako Charles Herman
- 2001: Obłędny rycerz jako Geoffrey Chaucer
- 2002: The Heart of Me jako Rickie
- 2003: Pan i władca: Na krańcu świata jako Stephen Maturin
- 2003: Rachunek sumienia jako Nicholas
- 2003: Dogville jako Tom Jr
- 2004: Wimbledon jako Peter Colt
- 2006: Kod da Vinci jako Sylas
- 2006: Firewall jako Bill Cox
- 2008: Atramentowe serce jako Smolipaluch
- 2008: Sekretne życie pszczół jako T. Ray Owens
- 2008: Iron Man jako J.A.R.V.I.S. (głos)
- 2009: Darwin. Miłość i ewolucja jako Charles Darwin
- 2010: Turysta jako John Acheson
- 2010: Legion jako anioł Michał
- 2010: Iron Man 2 jako J.A.R.V.I.S. (głos)
- 2011: Chciwość jako Will Emerson
- 2011: Ksiądz jako ksiądz
- 2012: Avengers jako J.A.R.V.I.S. (głos)
- 2013: Iron Man 3 jako J.A.R.V.I.S. (głos)
- 2015: Avengers: Czas Ultrona jako J.A.R.V.I.S. (głos) / Vision
- 2015: Bezwstydny Mortdecai jako Jock Strapp
- 2016: Kapitan Ameryka: Wojna bohaterów jako Vision
- 2018: Avengers: Wojna bez granic jako Vision
- 2018: Han Solo: Gwiezdne wojny – historie jako Dryden Vos
- 2021: WandaVision jako Vision